# Kolinda Grabar-Kitarović
Kolinda Grabar-Kitarović, född 28 april 1968 i Rijeka i Socialistiska republiken Kroatien i Jugoslavien, är en kroatisk politiker (HDZ), diplomat som mellan 2015 och 2020 var Kroatiens president. Hon vann presidentvalet i Kroatien 2015 före den sittande presidenten Ivo Josipović. Hon blev därmed den första i Kroatien att vinna ett val över en sittande president, samt den första kvinnan i Europa att göra detta. Hon är även den yngsta person och den första kvinna att inneha presidentskapet i det självständiga Kroatien.
Före presidentskapet tjänstgjorde hon som Kroatiens europeiska integrationsminister åren 2003–2005, Kroatiens utrikesminister åren 2005–2008 och Kroatiens ambassadör i USA åren 2008–2011. Hon har även varit biträdande generalsekreterare för offentlig diplomati vid försvarsalliansen Nato åren 2011–2014, en post som hon var den första kvinnan att inneha.
Hon är utbildad diplomat. Hon har även en masterexamen (M.A.) i internationella relationer från Zagrebs universitet samt har studerat vid George Washington University genom Fulbright-programmet.
Hon rankades som den 39:e mäktigaste kvinnan i världen av Forbes 2017.

## Biografi

### Tidigt liv
Grabar-Kitarović föddes 1968 i Rijeka i dåvarande Jugoslavien, men växte upp i samhället Lubarska vid orten Grobnik öster om Rijeka. Under delar av sin ungdom bodde hon i USA. Hon tog studenten 1986 vid Los Alamos High School i Los Alamos i New Mexico.

### Akademisk utbildning
Efter avslutad gymnasial utbildning i USA återvände hon till hemlandet för att studera språk vid Zagrebs universitet. År 1992 avlade hon kandidatexamen i engelska och spanska. Åren 1995–1996 genomgick hon diplomatutbildning vid Wiens diplomatiska akademi i Wien. Parallellt med detta arbetade hon vid det kroatiska utrikesdepartementets Nordamerika-avdelning. Efter studierna arbetade hon under en period även på Kroatiens ambassad i Kanada.
År 2000 avlade hon masterexamen i internationella relationer från den statsvetenskapliga fakulteten vid Zagrebs universitet. Under åren 2002–2003 studerade hon vid George Washington University i Washington, D.C., efter att ha mottagit det prestigefyllda stipendieprogrammet Fulbright.

### Politisk karriär
Hon valdes in i Kroatiens parlament Sabor 2003. Hon tillträdde som Kroatiens europeiska integrationsminister samma år, en roll som bland annat innebar att hålla i förhandlingarna kring Kroatiens kommande EU-medlemskap. Hon innehade detta ämbete fram till februari 2005, då hon utnämndes till Kroatiens utrikesminister under premiärminister Ivo Sanader. Hon var Kroatiens första kvinnliga utrikesminister. I januari 2008 efterträddes hon av Gordan Jandroković. Den 8 mars 2008 blev hon Kroatiens ambassadör i USA, vilket hon var fram till juli 2011. Därefter arbetade hon som biträdande generalsekreterare för offentlig diplomati vid försvarsalliansen Nato åren 2011–2014, en post som hon var den första kvinnan att inneha.
Hon vann presidentvalet i Kroatien 2015 för konservativa HDZ före den sittande presidenten Ivo Josipović. Hon blev därmed den första i Kroatien att vinna ett val över en sittande president, samt den första kvinnan i Europa att göra detta. Hon är även den yngsta personen och den första kvinnan att inneha presidentskapet i det självständiga Kroatien. Hon svors in som president den 15 februari 2015.

### Privatliv
Grabar-Kitarović är gift med Jakov Kitarović sedan 1996. Paret har en dotter och en son tillsammans, födda 2001 och 2003. Utöver kroatiska talar Grabar-Kitarović engelska, spanska och portugisiska flytande. Hon har även grundläggande kunskaper i tyska, franska och italienska.